# Fafe
Fafe est une municipalité (en portugais : concelho ou município) du Portugal, située dans le district de Braga et la région Nord.

## Géographie
Fafe est limitrophe :
- au nord, de Póvoa de Lanhoso et Vieira do Minho,
- à l'est, de Cabeceiras de Basto et Celorico de Basto,
- au sud, de Felgueiras,
- à l'ouest, de Guimarães.

La municipalité est traversée par la Vizela, petit affluent de l'Ave.

## Histoire
Jusqu'en 1840, la municipalité portait le nom de « Montelongo » ou « Monte Longo ».

## Démographie
| 1801  | 1849   | 1900   | 1930   | 1960   | 1981   | 1991   | 2001   | 2004   |
| ----- | ------ | ------ | ------ | ------ | ------ | ------ | ------ | ------ |
| 7 573 | 13 416 | 27 346 | 32 959 | 43 782 | 45 828 | 47 862 | 52 757 | 53 528 |

| 2011   | 2021   | - | - | - | - | - | - | - |
| ------ | ------ | - | - | - | - | - | - | - |
| 50 633 | 48 502 | - | - | - | - | - | - | - |

## Subdivisions

Freguesias de Fafe

La municipalité de Fafe regroupe 25 freguesias :
- Union des freguesias d'Aboim, Felgueiras, Gontim et Pedraído (rurale)
- Union des freguesias d'Agrela et Serafão (périurbaine)
- Union des freguesias d'Antime et Silvares (São Clemente) (périurbaine)
- Union des freguesias d'Ardegão, Arnozela et Seidões (rurale)
- Armil (périurbaine)
- Union des freguesias de Cepães et Fareja (périurbaine)
- Estorãos (périurbaine)
- Fafe (urbaine)
- Fornelos (périurbaine)
- Union des freguesias de Freitas et Vila Cova (rurale)
- Golães (périurbaine)
- Medelo (urbaine)
- Union des freguesias de Monte et Queimadela (rurale)
- Union des freguesias de Moreira do Rei et Várzea Cova (périurbaine)
- Paços (périurbaine)
- Quinchães (périurbaine)
- Regadas (périurbaine)
- Revelhe (périurbaine)
- Ribeiros (périurbaine)
- Santa Cristina de Arões (périurbaine)
- São Gens (périurbaine)
- São Martinho de Silvares (périurbaine)
- São Romão de Arões (urbaine)
- Travassós (périurbaine)
- Vinhós (périurbaine)

## Sport
- AD Fafe

## Culture et patrimoine
- Musée du Rallye (Museu do Rali)

## Divers

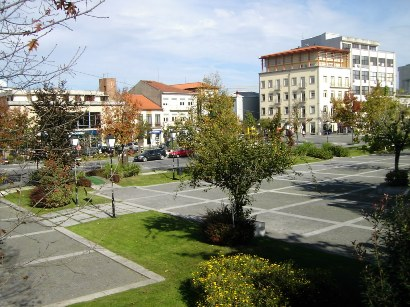
La place du 25 avril, le centre de la ville de Fafe.

Cette « cidade de Fafe » comme aiment dire les Portugais, se compose d'un lieu central où se trouvent des cafés, boutiques et une place où se déroulent régulièrement des concerts et spectacles, y compris des expositions. Petite ville dynamique autour de laquelle logements et projets poursuivent leur expansion. Elle est aussi connue pour son monument " Justiça de Fafe" inauguré en 23 août 1981.
Non loin, la plage Povoa de Varzim, Guimarães, Braga.

## Personnalités liées à la municipalité
- Manuel Abreu (1959-2022), footballeur.
- Jorge Duarte (1974-), footballeur.